# Arsínoe (hija de Leucipo)
En la mitología griega Arsínoe (en griego Ἀρσινόη) era una de las hijas de Leucipo. Sus hermanas, las dos Leucípides (Febe e Hilaíra), fueron raptadas por los Dioscuros, pero Arsínoe fue la hermana menor. Se dice en el Catálogo de mujeres que Apolo se enamoró de la muchacha y yació con ella. Con el paso del tiempo Arsínoe «dio a luz en palacio a Asclepio, caudillo de hombres, y a Eriópide de hermosos bucles». No obstante ya desde la antigüedad a Asclepio también se le hacía hijo de Corónide, la hija de Flegias, con quien también tuvo Apolo unión. Incluso a veces las dos muchachas aparecen en una misma narración de manera confusa. Así por ejemplo en la Biblioteca que nos dice que «si bien algunos creen que Asclepio no era hijo de Arsínoe, la hija de Leucipo, sino de Corónide, hija de Flegias, de Tesalia. Se dice que Apolo, enamorado, al punto yació con ella, pero que Arsínoe contra la voluntad de su padre prefirió a Isquis, hermano de Ceneo, y cohabitó con él». La historia de Isquis está relacionada con Corónide, no Arsínoe, pero Apolodoro las yuxtapone en la misma versión.
Pausanias ya nos relata este hecho:

El tercer relato -a mi entender- en modo alguno es verídico cuando imagina que Asclepio es hijo de Arsínoe, la hija de Leucipo. Pues a Apolófanes de Arcadia, que fue a Delfos y preguntó al dios si Asclepio había nacido de Arsínoe y era ciudadano de Mesenia, le dijo la Pitia por voz del oráculo: «Oh Asclepio, gran motivo de alegría para todos los mortales por tu nacimiento, al que una hija de Flegias, la encantadora Corónide, dio a luz tras haberse mezclado en amor conmigo en la escabrosa Epidauro». Este oráculo muestra antes que nada que Asclepio no es hijo de Arsínoe y que Hesíodo -o alguno de los que han introducido sus poemas en los de Hesíodo- compuso los versos para complacer a los mesenios.
Pausanias: Descripción de Grecia II 26, 7

El origen de tal confusión está en el Catálogo hesiódico, en donde los fragmentos que nos hablan de Arsínoe preceden a la narración de Corónide, probablemente a partir de los amores de Apolo. Algunos estudiosos creen que Arsínoe sí aparecería en el Catálogo de mujeres, en tanto que Corónide lo haría en las Grandes Eeas, y en ambas historias se repite la historia de Apolo y Asclepio. Al menos se dice que los mesenios tienen en el ágora una imagen de Zeus Sóter y una fuente, Arsínoe; el nombre lo tomó de la hija de Leucipo y recibe sus aguas de la fuente llamada Clepsidra.